# Góra Pietyrowa
Góra Pietyrowa (459 m n.p.m.) lub Pietrowa (470 m) – szczyt w Grupie Żurawnicy, która w regionalizacji fizycznogeograficznej Polski według Jerzego Kondrackiego zaliczana jest do Beskidu Małego, w nowszej regionalizacji z 2018 roku do Pasm Pewelsko-Krzeszowskich.
Góra Pietyrowa znajduje się w zakończeniu południowego grzbietu Gołuszkowej Góry. Jej południowy stok stromo opada do Stryszawki, zachodni bardzo stromo do Gałuszkowego Potoku, wschodni mniej stromo do innego, bezimiennego potoku (obydwa są dopływami Stryszawki). Stromy stok zachodni i południowy są porośnięte lasem, łagodniejszy stok wschodni i grzbiet łączący ją z Gołuszkową Górą zajmują pola wsi Stryszawa w województwie małopolskim, w zachodniej części powiatu suskiego (osiedla Zarąbki, Ciaki i Miki).
Nazwa góry jest myląca, należące do Stryszawy osiedle Pietyry znajduje się prawie 2 km dalej na południowy zachód, już po drugiej stronie Lachówki.